# Fedegosos
Fedegosos é atualmente o maior povoado do município de Morro do Chapéu, situado no interior do estado da Bahia, na Região Nordeste do Brasil. Localiza-se na porção norte da Chapada Diamantina, a cerca de 52 quilômetros da sede municipal e a aproximadamente 435 quilômetros da capital, Salvador, com acesso facilitado pelas rodovias BA-422, BA-052 (Estrada do Feijão) e BR-324.
Com uma comunidade ativa e em constante crescimento, Fedegosos destaca-se não apenas pela sua extensão territorial e densidade populacional, mas também pelo papel histórico, cultural e econômico que desempenha dentro do município. Além disso, Fedegosos abriga atividades agrícolas e pecuárias de pequeno e médio porte, contribuindo significativamente para a economia rural de Morro do Chapéu. A vitalidade da comunidade se expressa também em suas práticas religiosas, culturais e festivas, que reforçam os vínculos coletivos e mantêm vivas as tradições do sertão baiano.

## História
Historicamente, o nome Fedegosos está associado à antiga Fazenda Fedegosos, pertencente à família Valois Coutinho, cuja presença foi marcante na configuração fundiária e social do território. Contudo, investigações mais aprofundadas sobre a história local revelam que a origem desse povoado remonta a processos anteriores, envolvendo outras propriedades e sujeitos. Documentos e registros orais indicam que o território atualmente ocupado por Fedegosos formou-se a partir da fragmentação e reorganização das antigas fazendas Roçado e Berlengas, cujas primeiras menções oficiais aparecem nos registros eclesiásticos realizados pela Igreja Católica entre os anos de 1858 e 1860. 
Neles, figuram como proprietários Maria de Jesus Cardoso de Lima e seu genro Domingos Rodrigues de Oliveira. No entanto, a história da posse dessas terras começa ainda mais cedo: em 26 de setembro de 1837, D. Tereza de Jesus Maria adquiriu as terras do 7º Conde da Ponte, D. Manuel de Saldanha da Gama de Melo e Torres Guedes de Brito, importante figura da aristocracia luso-brasileira. No dia seguinte, transferiu-as à seu sobrinho Braz de Souza Pereira que era casado com Maria de Jesus, consolidando assim a propriedade dentro do núcleo familiar. Após o falecimento de Braz, em 1839, Maria realizou o inventário das terras e, anos depois, em 1858, formalizou seu registro no livro de terras da paróquia.
Sua filha, Carolina Cândida de Souza, casada com Domingos Rodrigues de Oliveira, herdou parte dessas propriedades. Em 22 de fevereiro de 1882, o casal vendeu as fazendas Roçado e Berlengas a Antonio Joaquim Valois Coutinho e sua esposa Militina Rosa de Souza, transferindo assim a posse para a família que, mais tarde, daria nome à Fazenda Fedegosos.